# Пущуни
Пущуните (на персийски: پختون; на урду: پشتون, наричани още патани, на запад – пащани, на изток – пахтани, ед. ч. пухтун) са европеиден ираноезичен народ, населяващ югоизточната част на Афганистан и северозападните райони на Пакистан. Общата им численост е около 42 000 000 души. Говорят различни диалекти на пущунския език.

## История
За едни от предците на пущуните се смятат древните бактрийци, европейците от индо-елинистическите средноазиатски държави
, тохарите и ефталитите.

## Идентичност
Легендарният праотец на пущуните е Каис, живял по времето на пророка Мохамед. Според легендата Каис срещнал Мохамед в Медина и приел от него ислямската вяра и получил името Абдур Рашид.

## Традиции
При пущуните има все още остатъци от традиционно родово-племенната структура – голямото семейство се управлява от старейшина, наричан спинжирай (в превод: „белобрад“); няколко големи семейства правят род, който управлява малик; няколко рода правят клан; няколко клана – племе, наричано каум или кабиле. Племето се управлява от племенен вожд, наричан хан, и от главите на съставляващите племето кланове, които образуват джирга. В бита на пущуните голяма роля има пущунският кодекс на честта пущунвалай.

## Галерия
- Етническа карта. Ареалът на пущуните е оцветен в зелено.
- Пущун от Северен Пакистан.
- Пущунски деца в Афганистан.
- Пущуни се молят в Афганистан.
- Пущунско семейство.